# Kunratice (kraj ustecki)
Kunratice – gmina w Czechach, w powiecie Děčín, w kraju usteckim. Według danych z dnia 1 stycznia 2014 liczyła 264 mieszkańców.